# 路易·叶尔姆斯列夫
路易·叶尔姆斯列夫（丹麥語：Louis Trolle Hjelmslev；1899年10月3日—1965年5月30日），丹麦语言学家，语言学哥本哈根学派创始人，生于学术世家，父亲为数学家。叶尔姆斯列夫在哥本哈根、布拉格和巴黎与安东尼·梅耶和约瑟夫·房德里耶斯学习了比较语言学,1931年建立哥本哈根学派，发展了语言结构理论。